# Толкач, Михаил Яковлевич
Михаил Яковлевич Толкач (13 ноября[по какому календарю?] 1917, станция Сновская Черниговской области — 23 октября 2017, Самара) — русский советский писатель. Член Союза писателей СССР. Майор в отставке. Заслуженный работник культуры РСФСР.

## Биография
Родился 13 ноября 1917 года на станции Сновская Черниговской области в семье железнодорожника.
С 1932 года семья обосновалась в Омске. В 1937 году окончил Омский электромеханический техникум путей сообщения. Получил направление на Восточно-Сибирскую железную дорогу, работал электромехаником, прорабом, занимал должность начальника дистанции СЦБ и связи. Занимался в аэроклубе, получил удостоверение пилота.
Участник Великой Отечественной войны, командир отдельной роты связи 10-го железнодорожного полка. Прошёл Калининский, Западный, 2-й Белорусский фронты. Занимался восстановлением разрушенных противником путей. В 1942 году вступил в ВКП(б). В 1943 году, подорвавшись на мине, получил тяжёлую контузию, лечился в полевом госпитале в деревне Павлиново Смоленской области. Войну закончил в городе Шнайдемюле, Восточная Германия. Их полк был переброшен в Забайкалье, затем в Харбин. В военных действиях не участвовали, после капитуляции Японии полк был расформирован. Толкач вернулся на железную дорогу, работал начальником дистанции связи, возглавлял партком станции Улан-Удэ.
В неурожай 1947 года был направлен в Прибайкалье, замполитом в МТС, на почве дистрофии потерял зрение, шесть месяцев лечился. По предложению корреспондента «Известий» Андрея Иванова решил написать правду обо всём, что видел.
В 1948 году стал корреспондентом газеты «Восточно-Сибирский путь», а в 1954 году в журнале «Байкал» опубликовал роман «Большие пути». Потом, продолжая служить на железной дороге, был корреспондентом газеты «Гудок» на Северном Кавказе и в Азербайджане. В 1955 году стал членом Союза писателей СССР, в 1957 окончил Высшие литературные курсы.
В 1960 году вместе с женой и двумя сыновьями переехал в Куйбышев, стал работать собкором «Гудка» по Куйбышевской железной дороге.
Сотрудничал в литературном журнале «Волга». С 1963 по 1978 год возглавлял Куйбышевскую областную организацию Союза писателей СССР. Произведения переведены на азербайджанский, болгарский, бурятский, монгольский, латышский, осетинский и украинский языки.
Скончался на 100-м году жизни

## Награды
Орден Отечественной войны 2 степени (1985)
Орден «Знак Почёта» (1987)
Орден Дружбы (2017)
Медаль «За победу над Германией в Великой Отечественной войне 1941—1945 гг.»
Медаль «За победу над Японией»
Заслуженный работник культуры РСФСР
Премии имени Гарина-Михайловского и Максима Горького Куйбышевской области

## Память
В Самаре на д. 75 по улице Никитинской, в котором долгое время жил и работал Михаил Яковлевич Токач, открыта мемориальная доска.